# 도모촌
도모촌(伴村)은 히로시마현 사에키군에 설치되었던 촌이다. 현재의 히로시마시 아사미나미구에 해당한다.